# Regierung Liam Cosgrave
Die Regierung Liam Cosgrave war die 14. Regierung der Republik Irland, sie amtierte vom 14. März 1973 bis zum 25. Mai 1977.
Bei der Parlamentswahl am 26. Februar 1973 verlor die seit 1957 regierende Fianna Fáil (FF) ihre absolute Mehrheit. Die neue Regierung stellten Fine Gael (FG) und Labor Party (ILP) die gemeinsam 73 von 144 Abgeordneten stellten. Der neue Taoiseach (Ministerpräsident), Liam Cosgrave (FG) wurde am 14. März 1973 mit 72 gegen 70 Stimmen vom Dáil Éireann (Unterhaus des irischen Parlaments) gewählt.

## Zusammensetzung
| Minister                                                                  | Minister                      | Minister | Minister           | Minister | Minister           |
| Amt                                                                       | Name                          | Partei   | Amtszeit           | Amtszeit | Amtszeit           |
| ------------------------------------------------------------------------- | ----------------------------- | -------- | ------------------ | -------- | ------------------ |
| Taoiseach (Ministerpräsident)                                             | Liam Cosgrave                 | FG       | 14. März 1973      | –        | 25. Mai 1977       |
| Tánaiste (Vizeministerpräsident)                                          | Brendan Corish                | ILP      | 14. März 1973      | –        | 25. Mai 1977       |
| Gesundheitsminister                                                       | Brendan Corish                | ILP      | 14. März 1973      | –        | 25. Mai 1977       |
| Sozialminister                                                            | Brendan Corish                | ILP      | 14. März 1973      | –        | 25. Mai 1977       |
| Verteidigungsminister                                                     | Patrick Donegan               | FG       | 14. März 1973      | –        | 02. Dezember 1976  |
| Verteidigungsminister                                                     | Liam Cosgrave (kommissarisch) | FG       | 2. Dezember 1976   | –        | 16. Dezember 1976  |
| Verteidigungsminister                                                     | Oliver J. Flanagan            | FG       | 16. Dezember 1976  | –        | 25. Mai 1977       |
| Minister für lokale Verwaltung                                            | James Tully                   | ILP      | 14. März 1973      | –        | 25. Mai 1977       |
| Finanzminister                                                            | Richie Ryan                   | FG       | 14. März 1973      | –        | 25. Mai 1977       |
| Minister für den öffentlichen Dienst                                      | Richie Ryan                   | FG       | 1. November 1973   | –        | 25. Mai 1977       |
| Minister für Landwirtschaft und Fischerei                                 | Mark Clinton                  | FG       | 14. März 1973      | –        | 09. Februar 1977   |
| Minister für Landwirtschaft                                               | Mark Clinton                  | FG       | 9. Februar 1977    | –        | 25. Mai 1977       |
| Arbeitsminister                                                           | Michael O’Leary               | ILP      | 14. März 1973      | –        | 25. Mai 1977       |
| Minister für die Gaeltacht                                                | Tom O’Donnell                 | FG       | 14. März 1973      | –        | 25. Mai 1977       |
| Minister für Land                                                         | Thomas J. Fitzpatrick         | FG       | 14. März 1973      | –        | 02. Dezember 1976  |
| Minister für Land                                                         | Patrick Donegan               | FG       | 2. Dezember 1976   | –        | 09. Februar 1977   |
| Minister für Fischerei                                                    | Patrick Donegan               | FG       | 9. Februar 1977    | –        | 25. Mai 1977       |
| Außenminister                                                             | Garret FitzGerald             | FG       | 14. März 1973      | –        | 25. Mai 1977       |
| Minister für Post und Telegraphie                                         | Conor Cruise O’Brien          | ILP      | 14. März 1973      | –        | 25. Mai 1977       |
| Minister für Verkehr und Energie                                          | Peter Barry                   | FG       | 14. März 1973      | –        | 02. Dezember 1976  |
| Minister für Verkehr und Energie                                          | Thomas J. Fitzpatrick         | FG       | 2. Dezember 1976   | –        | 25. Mai 1977       |
| Minister für Industrie und Handel                                         | Justin Keating                | ILP      | 14. März 1973      | –        | 25. Mai 1977       |
| Bildungsminister                                                          | Richard Burke                 | FG       | 14. März 1973      | –        | 02. Dezember 1976  |
| Bildungsminister                                                          | Peter Barry                   | FG       | 2. Dezember 1976   | –        | 25. Mai 1977       |
| Justizminister                                                            | Patrick Cooney                | FG       | 14. März 1973      | –        | 25. Mai 1977       |
| Parlamentarische Sekretäre                                                |                               |          |                    |          |                    |
| Amt                                                                       | Name                          | Partei   | Amtszeit           | Amtszeit | Amtszeit           |
| Parlamentarischer Sekretär beim Taoiseach                                 | John M. Kelly                 | FG       | 14. März 1973      | –        | 25. Mai 1977       |
| Parlamentarischer Sekretär beim Außenminister                             | John M. Kelly                 | FG       | 11. Februar 1975   | –        | 25. Mai 1977       |
| Parlamentarischer Sekretär beim Verteidigungsminister                     | John M. Kelly                 | FG       | 14. März 1973      | –        | 11. Februar 1975   |
| Parlamentarischer Sekretär beim Verteidigungsminister                     | Michael Begley                | FG       | 11. Februar 1975   | –        | 25. Mai 1977       |
| Parlamentarischer Sekretär beim Minister für Landwirtschaft und Fischerei | Michael Murphy                | ILP      | 14. März 1973      | –        | 25. Mai 1977       |
| Parlamentarischer Sekretär beim Gesundheitsminister                       | Richard Barry                 | FG       | 14. März 1973      | –        | 25. Mai 1977       |
| Parlamentarischer Sekretär beim Finanzminister                            | Henry Kenny                   | FG       | 14. März 1973      | –        | 25. September 1975 |
| Parlamentarischer Sekretär beim Finanzminister                            | Michael Begley                | FG       | 30. September 1975 | –        | 25. Mai 1977       |
| Parlamentarischer Sekretär beim Sozialminister                            | Frank Cluskey                 | ILP      | 14. März 1973      | –        | 25. Mai 1977       |
| Parlamentarischer Sekretär beim Minister für lokale Verwaltung            | Michael Begley                | FG       | 14. März 1973      | –        | 25. Mai 1977       |
| Parlamentarischer Sekretär beim Minister für lokale Verwaltung            | Oliver J. Flanagan            | FG       | 30. September 1975 | –        | 16. Dezember 1976  |
| Parlamentarischer Sekretär beim Minister für lokale Verwaltung            | Patrick J. Reynolds           | FG       | 16. Dezember 1976  | –        | 25. Mai 1977       |
| Parlamentarischer Sekretär beim Minister für den öffentlichen Dienst      | Patrick J. Reynolds           | FG       | 16. Dezember 1976  | –        | 25. Mai 1977       |
| Parlamentarischer Sekretär beim Minister für Industrie und Handel         | John Bruton                   | FG       | 11. Februar 1975   | –        | 25. Mai 1977       |
| Parlamentarischer Sekretär beim Bildungsminister                          | John Bruton                   | FG       | 14. März 1973      | –        | 25. Mai 1977       |

## Umbesetzungen
Am 1. November wurde 1974 das Ministerium für den öffentlichen Dienst neu errichtet. Erster Minister wurde Finanzminister Richie Ryan.
Am 11. Februar 1975 wurde der parlamentarische Sekretär im Verteidigungsministerium, John M. Kelly, parlamentarische Sekretär im Außenministerium, sein Nachfolger wurde Michael Begley zusätzlich zu seiner Position als parlamentarischer Sekretär beim Minister für lokale Verwaltung. John Bruton, Parlamentarischer Sekretär beim Minister für den öffentlichen Dienst wurde zusätzlich Parlamentarischer Sekretär beim Minister für Industrie und Handel.
Der parlamentarische Sekretär beim Finanzminister, Henry Kenny, verstarb am 25. September 1975. Sein Nachfolger wurde Michael Begley, bisher parlamentarischer Sekretär beim Minister für lokale Verwaltung. Begleys Nachfolger wurde Oliver J. Flanagan.
Am 2. Dezember 1976 erklärte Bildungsminister seinen Rücktritt. Nachfolger wurde Peter Barry, bisher Minister für Verkehr und Energie, dessen Ressort vom Minister für Land Thomas J. Fitzpatrick übernommen wurde. Das Landressort erhielt Verteidigungsminister Patrick Donegan. Ministerpräsident Liam Cosgrave übernahm kommissarisch das Verteidigungsministerium.
Am 16. Dezember 1976 gab Ministerpräsident Cosgrave die kommissarische Leitung des Verteidigungsministeriums ab. Neuer Minister wurde der parlamentarische Sekretär beim Minister für lokale Verwaltung Oliver J. Flanagan. Patrick J. Reynolds wurde Parlamentarischer Sekretär beim Miniaster für lokale Verwaltung und beim Minister für den öffentlichen Dienst.
Am . Februar wurde das Ministerium für Landwirtschaft und Fischerei in Ministerium für Landwirtschaft umbenannt. Das Ministerium für Land wurde in Ministerium für Fischerei umbenannt.